# 尾小屋駅
尾小屋駅（おごやえき）は、かつて石川県小松市尾小屋町にあった、尾小屋鉄道尾小屋鉄道線の駅で同線の終着駅である。尾小屋鉄道線の廃止に伴い廃駅となった。

## 歴史
- 1919年[1]（大正8年）11月26日：正田順太郎の鉄道路線開業に際し、五国寺駅（後の西大野駅） - 当駅間が開業[2]。終着駅として開業[2]。
- 1920年（大正9年）6月11日：路線譲渡により横山鉱業部鉄道の駅となる。
- 1929年（昭和4年）7月2日：路線譲渡により尾小屋鉄道の駅となる。
- 1977年（昭和52年）3月20日：路線廃止により廃駅[1][2]。

## 駅構造
単式ホーム1面1線を有する地上駅。梯川支流である郷谷川の上に駅舎があり、駅構内の奥には車庫と転車台があった。構内には3本の側線が設けられていた。また、当駅は1972年に公開された映画『男はつらいよ 柴又慕情』のロケ地となった。

## 駅周辺
当駅の東南側に尾小屋町（旧能美郡西尾村）集落がある。さらにその奥には尾小屋鉱山跡がある。
- 国道416号[1]
- 石川県道160号尾小屋尾小屋停車場線[1]
- 石川県立尾小屋鉱山資料館
- 小松市立ポッポ汽車展示館
- 国民健康保険小松市民病院尾小屋診療所

## 現状
路線廃止後は尾小屋鉄道から社名を変更した小松バス（現在の北鉄加賀バス）の尾小屋線が廃止代替バスとして運行開始したが、2022年11月30日を以って代替バスは廃止された。
路線廃止後、駅跡は広場になっており、東京大学鉄道研究会とそのOBによる赤門軽便鉄道保存会によって駅構内跡に作られた倉庫内に、気動車キハ2と客車ホハフ7が静態保存されていた。しかし、2022年8月の大雨で車輪の半分の高さまで浸水したため、地元団体「NPO法人きたぐに鉄道管理局」の代表理事のもとに一時避難することになり同年10月14日に移設された。2024年8月に赤門軽便鉄道保存会のメンバーが車両の状態を確認し、クラウドファンディングにより補修し利活用を進める方針としている。
当駅にはほかに、機関車5号蒸気機関車（2代）、気動車キハ3、客車ハフ1が保存、また機関車DC122が放置されていたが、前者3両は小松市により「小松市立ポッポ汽車展示館」に移設し保存されている。また、2014年10月頃にはDC122が、栃木県那須烏山市の那珂川清流鉄道保存会に無償譲渡された。

## 隣の駅
尾小屋鉄道
尾小屋鉄道線
長原駅 - 尾小屋駅